# Cirrhipathes flagellum
Cirrhipathes flagellum är en korallart som beskrevs av Brook 1889. Cirrhipathes flagellum ingår i släktet Cirrhipathes och familjen Antipathidae.
Artens utbredningsområde är Indiska oceanen. Inga underarter finns listade i Catalogue of Life.